# Creswick Gap
Das Creswick Gap ist eine Scharte an der Rymill-Küste im Westen des Palmerlands auf der Antarktischen Halbinsel. Sie liegt zwischen den Creswick Peaks und den Campbell Ridges und reicht vom Chapman-Gletscher bis zum Meiklejohn-Gletscher. Sie bietet eine sichere Aufstiegsroute vom George-VI-Sund über den Naess- und Meiklejohn-Gletscher zum Dyer-Plateau.
Das UK Antarctic Place-Names Committee benannte die Scharte 1976 in Verbindung mit der Benennung der Creswick Peaks. Deren Namensgeber ist Frances Elizabeth Creswick (1907–2002), stellvertretende Direktorin des Scott Polar Research Institute von 1931 bis 1938.